# Такси на тёмную сторону
«Такси на тёмную сторону» (англ. Taxi to the Dark Side) — американский документальный фильм, посвящённый судьбе афганского таксиста по имени Дилавар, который без решения суда содержался в тюрьме Парван и был там забит насмерть американскими солдатами. В 2008 году фильм выиграл премию «Оскар» в номинации «Лучший документальный полнометражный фильм».
В фильме рассмотрена политика США в отношении применения пыток при допросах и методы проведения допросов в целом. Рассмотрено использование пыток ЦРУ и их исследование сенсорной депривации. В фильме приведены как мнения сторонников применения пыток, так и их противников, в том числе из среды политиков и военных.
В фильме рассмотрены попытки конгресса США принять стандарты Женевской конвенции, запрещающие использование пыток, а также популяризация их использования посредством ток-шоу, например, сериала 24 часа.
Фильм «Такси на тёмную сторону» является частью серии фильмов Why Democracy?, состоящей из 10 документальных фильмов, посвящённых исследованию современной демократии и её различным проявлениям по всему миру. Как часть «Why Democracy?», фильм показывался в период с 8 по 18 октября 2007 года более чем в 30 странах мира. Транслировалась урезанная, 79-минутная версия.

## Премьера
Впервые фильм был показан на кинофестивале Трайбека в Нью-Йорке 28 апреля 2007 года.

## Награды и премии
Фильм попал в список лучших фильмов 2008 года, составленных некоторыми критиками. Журнал Premiere поместил его на пятую строчку своего рейтинга лучших фильмов 2008 года, а Билл Уайт из журнала Seattle Post-Intelligencer — на седьмую. На сайте Rotten Tomatoes фильм получил 91 рецензию и рейтинг в 100 %.
В ноябре 2007 года Академия кинематографических искусств и наук объявила включён в шорт-лист премии Оскар в номинации «Лучший документальный полнометражный фильм».
Также в 2007 году фильм выиграл премию Пибоди «за его тщательную, методичную аргументацию, доказывающую, что случившееся с несчастным афганцем было не случайностью, но скорее неизбежным результатом сознательно одобренной, широко применяемой политики».

## Покупка прав на показ фильма
В июне 2007 года канал Дискавери приобрёл права на трансляцию фильма, но в феврале следующего года стало известно, что из-за содержания фильма показывать его Дискавери не планирует. Тогда права на показ приобрёл канал HBO, который объявил, что фильм. будет показан в сентябре 2008 года, после этого Дискавери заявил, он покажет «Такси на тёмную сторону» в 2009 году.